# 薩格溫 (阿拉斯加州)
薩格溫（英語：Sagwon）是位於美國阿拉斯加州北坡自治市鎮的一個非建制地區。該地的面積和人口皆未知。

## 地理
薩格溫的座標為69°22′00″N 148°42′00″W / 69.36667°N 148.70000°W，而該地的平均海拔高度為206米（即675英尺）。